# BWF Grand Prix 2009
Der BWF Grand Prix 2009 war die dritte Saison des BWF Grand Prix im Badminton. Es wurden dabei 15 Turniere ausgetragen. Die Serie startete mit dem German Open und endete mit den India Open Grand Prix.

## Die Sieger
| Veranstaltung       | Herreneinzel            | Dameneinzel            | Herrendoppel                    | Damendoppel                          | Mixed                                             |
| ------------------- | ----------------------- | ---------------------- | ------------------------------- | ------------------------------------ | ------------------------------------------------- |
| India Open          | Taufik Hidayat          | Pi Hongyan             | Choong Tan Fook Lee Wan Wah     | Ma Jin Wang Xiaoli                   | Flandy Limpele Vita Marissa                       |
| Malaysia Open GPG   | Lee Chong Wei           | Wang Shixian           | Koo Kien Keat Tan Boon Heong    | Ma Jin Wang Xiaoli                   | Zheng Bo Ma Jin                                   |
| Philippines Open    | Chen Long               | Wang Xin               | Mohammad Ahsan Bona Septano     | Gao Ling Wei Yili                    | Zhang Nan Lu Lu                                   |
| Thailand Open       | Nguyễn Tiến Minh        | Liu Jian               | Chan Peng Soon Lim Khim Wah     | Yang Wei Zhang Jiewen                | Songphon Anugritayawon Kunchala Voravichitchaikul |
| Macau Open          | Lee Chong Wei           | Wang Yihan             | Koo Kien Keat Tan Boon Heong    | Du Jing Yu Yang                      | He Hanbin Yu Yang                                 |
| Chinese Taipei Open | Nguyễn Tiến Minh        | Cheng Shao-chieh       | Chen Hung-ling Lin Yu-lang      | Yang Wei Zhang Jiewen                | Valiyaveetil Diju Jwala Gutta                     |
| German Open         | Bao Chunlai             | Wang Yihan             | Lee Yong-dae Shin Baek-cheol    | Cheng Shu Zhao Yunlei                | Xu Chen Zhao Yunlei                               |
| US Open             | Taufik Hidayat          | Anna Rice              | Howard Bach Tony Gunawan        | Huang Ruilin Jiang Xuelian           | Howard Bach Eva Lee                               |
| Australia Open      | Dionysius Hayom Rumbaka | Maria Febe Kusumastuti | Gan Teik Chai Tan Bin Shen      | Huang Chia-chi Tang Hetian           | Yohan Hadikusumo Wiratama Chau Hoi Wah            |
| New Zealand Open    | Chan Yan Kit            | Sayaka Sato            | Rupesh Kumar Sanave Thomas      | Annisa Wahyuni Anneke Feinya Agustin | Fran Kurniawan Pia Zebadiah                       |
| Russian Open        | Vladimir Malkov         | Ella Diehl             | Vladimir Ivanov Ivan Sozonov    | Valeria Sorokina Nina Vislova        | Vitaliy Durkin Nina Vislova                       |
| Bitburger Open      | Jan Ø. Jørgensen        | Juliane Schenk         | Rupesh Kumar Sanave Thomas      | Helle Nielsen Marie Røpke            | Mikkel Delbo Larsen Mie Schjøtt-Kristensen        |
| Vietnam Open        | Nguyễn Tiến Minh        | Fransisca Ratnasari    | Luluk Hadiyanto Joko Riyadi     | Anneke Feinya Agustin Annisa Wahyuni | Flandy Limpele Cheng Wen-hsing                    |
| Dutch Open          | Chetan Anand            | Yao Jie                | Kristof Hopp Johannes Schöttler | Valerija Sorokina Nina Vislova       | Alexandr Nikolaenko Valeria Sorokina              |
| India Open GP       | Chetan Anand            | Saina Nehwal           | Adnan Fauzi Tri Kusuma Wardana  | Misaki Matsutomo Ayaka Takahashi     | Arun Vishnu Aparna Balan                          |